# Nicolae Leon
Nicolae Leon (n. 15 aprilie 1862, Băiceni, județul Botoșani – d. 4 octombrie 1931, Iași) a fost un biolog român, profesor la Universitatea „Alexandru Ioan Cuza” din Iași.

## Biografie
Nicolae Leon s-a născut la Băiceni, județul Botoșani în anul 1862, părinții săi fiind Iorgu Leon și Zoe, născută Neculau. Zoe s-a recăsătorit ulterior cu avocatul Vasile Antipa din Botoșani, cu care a avut un al doilea fiu, Grigore Antipa (1867-1944). Vasile și Zoe Antipa mor la câtiva ani interval, cei doi orfani, Nicolae de 12 ani și Grigore de 7 ani, rămânând în grija lui Panaite Șendrea, fratele mamei. Ambii urmează cursurile pensionului „Margineanu” din Botoșani după care se transferă la liceul „Institutele Unite” din Iași unde au fost colegi cu Sava Athanasiu, Dimitrie Voinov și Emil Racoviță.
Nicolae Leon începe, în 1881, studiile superioare de medicină la Iași pe care însă le părăsește pentru a studia științele naturale, înscriindu-se în 1884 la Universitatea din Jena unde se specializează în zoologie sub influența puternicei personalități a lui Ernst Haeckel. A fost unul dintre principalii susținători ai teoriei evoluționismului în România.

## Activitatea științifică
Întors în țară, a fost, între anii 1880-1899, profesor în învățământul mediu (Liceul Militar și Liceul Național din Iași, Liceul „Sf. Gheorghe” din București). Începând cu anul 1899 devine profesor titular la Catedra de zoologie medicală a Facultății de Medicină din Iași (facultatea făcând parte din universitatea ieșeană), post pe care îl va ocupa până în 1931. A fost decan al Facultății de Medicină și rector al Universității ieșene între anii 1918 și 1920-1921.
Nicolae Leon a avut ca principal domeniu de studiu parazitologia înființând primul laborator de parazitologie din țară și fiind primul profesor din România care a predat sistematic un curs de parazitologie. A fost interesat deopotrivă de parazitologia medicală, realizând primele cercetări epidemiologice privind malaria în România, cercetări ce au stat la baza planurilor de eradicare a acestei boli, dar și de cunoașterea insectelor dăunătoare agriculturii.

## Opera

### Lucrări memorialistice
- Amintiri, Vol. 1-3, Editura Viața Românească, București, 1922-27

### Lucrări științifice
Cărți, tratate
- Excursiuni zoologice, Editura Minerva, București, 1905.
- Studii asupra Culicidelor din România, Editura Carol Göbl, București, 1910.
- Parazitismul animal, Iași, 1922.
- Fauna cadavrelor, Tipografia Cultura Națională, București, 1923
- Contributions a l'étude des Parasites de Roumanie, Tipografia Cultura Națională, București, 1925.
- Entomologia Medicală, Academia Română (studii și cercetări), Tipografia Cultura Națională, 1925.

Articole
- „Istoria naturală medicală a poporului român”, Mem. Șt. Acad. Rom, XXV, 1903.
- „Studii asupra Cestoizilor din România”, Mem. Șt. Acad. Rom, XXXIII, 1911.
- „Insectele sugătoare de sânge din România”, Mem. Șt. Acad. Rom, XXXIV, 1911.
- „Insectele vătămătoare din România”, Mem. Șt. Acad. Rom, XXXIV, 1912.
- „Contribuțiuni la studiul insectei Cochylis ambiguella în România”, Mem. Șt. Acad. Rom, XXXV, 1912.
- „Contribuțiuni la studiul Parazitologiei în România”, Mem. Șt. Acad. Rom, XXXVII, 1915.
- „Studii teratologice asupra Cestoizilor”, Mem. Șt. Acad. Rom, XXXVIII, 1915.
- „Acouplement et fécondation du Dibotriocephalus latus”, Annales de Parasitologie, III, 1925.
- „Sur la bifurcation du Dibotriocephalus latus”, Annales de Parasitologie, IV, 1926.
- „Acouplement et fécondation du Fasciola hepatica”, Annales de Parasitologie, V, 1927.